# Mondingsrem
De mondingsrem is een onderdeel van een vuurwapen dat ervoor zorgt dat de terugslag die optreedt enigszins wordt verminderd. Dit gebeurt door in voorwaartse richting vrijkomende kruitgassen aan te wenden om de loop van het wapen een voorwaartse impuls te geven. Deze impuls resulteert niet in een voorwaartse beweging, maar doet wel de achterwaartse beweging voor een deel teniet. 
Een mondingsrem is onder meer aanwezig op bepaalde artillerie-wapens. 
Bij een automatisch geweer, zoals een AK-47, is de mondingsrem een gebogen stukje aan de voorkant van de loop.

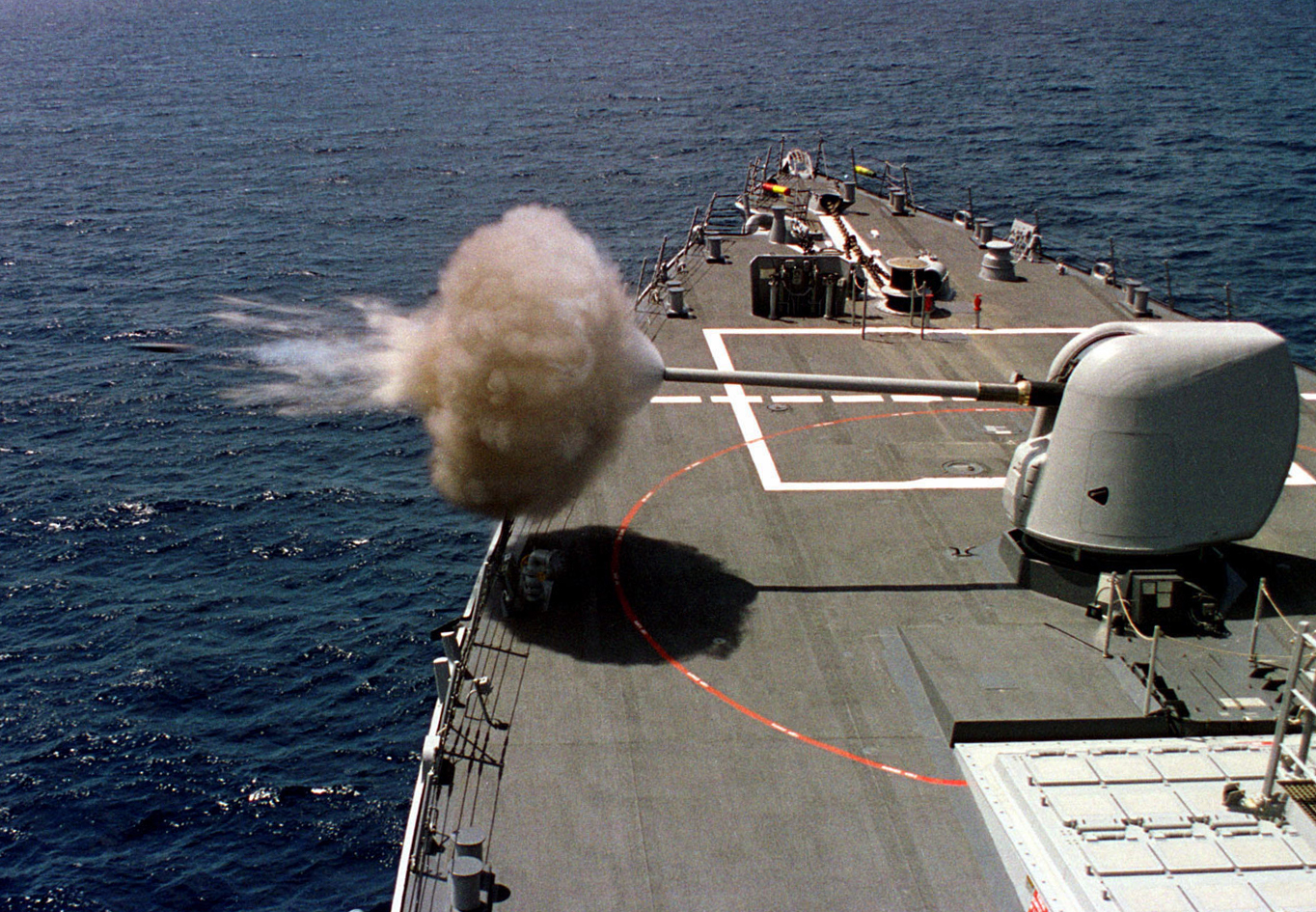
Geschut zonder mondingsrem aan het vuren
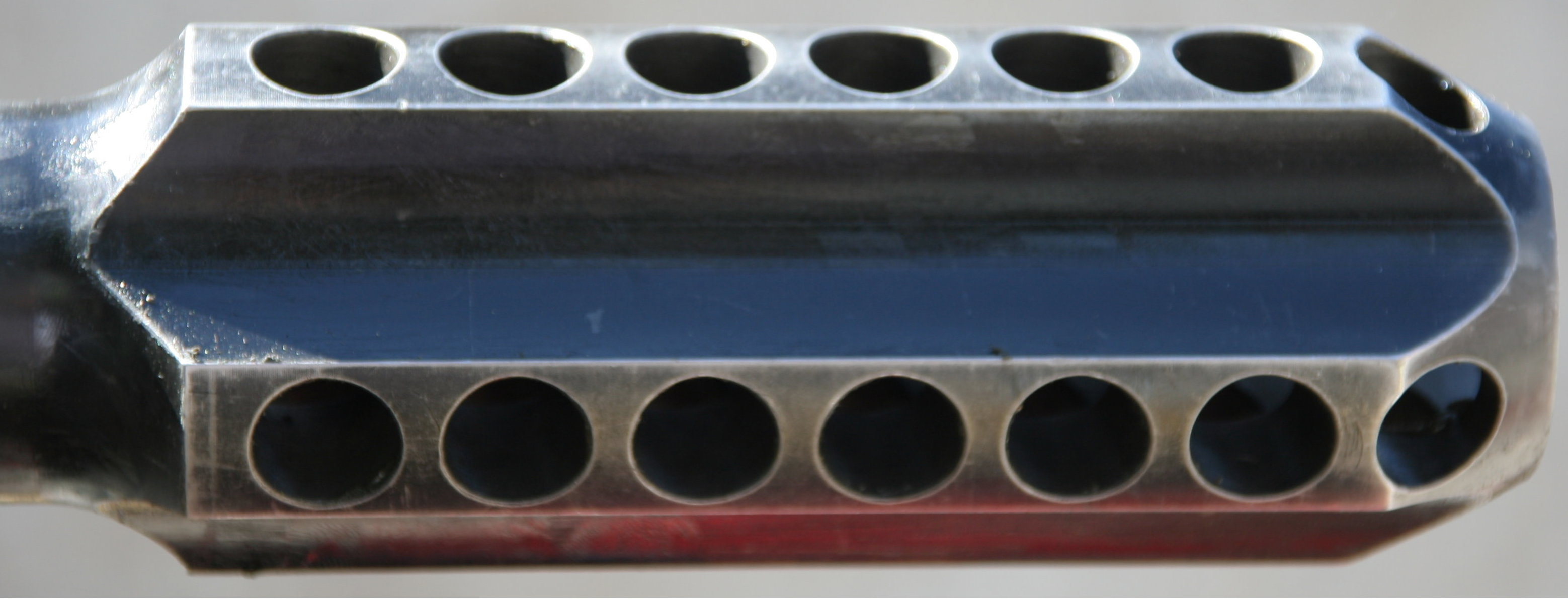
De mondingsrem van een zwaar machinegeweer
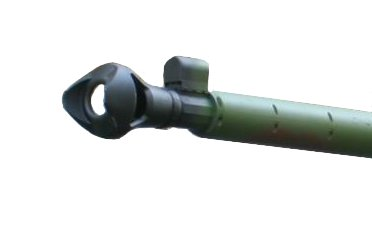
De mondingsrem van een 105 mm kanon op een AMX-10 RC gevechtsvoertuig
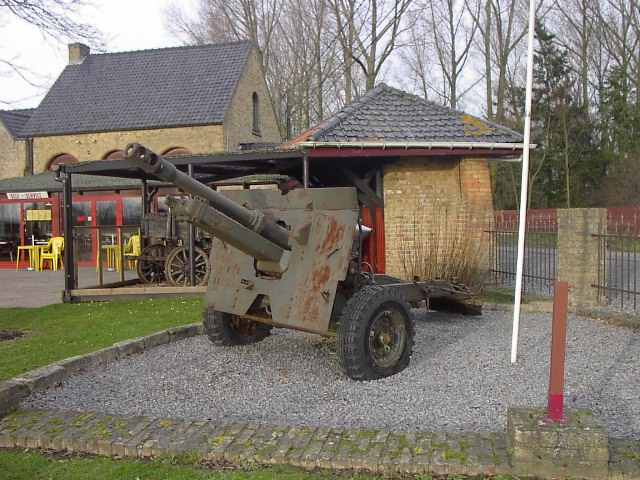
Ordnance QF 25 pounder op Hooge in Zillebeke met een mondingsrem